# Episodi di Due uomini e mezzo (sesta stagione)
La sesta stagione della serie televisiva Due uomini e mezzo è stata trasmessa negli Stati Uniti dal 22 settembre 2008 al 18 maggio 2009 su CBS.
In Italia, la stagione è andata in onda in prima visione dal 1º giugno 2010 al 2 luglio 2010 su Joi di Mediaset Premium.
| nº | Titolo originale                      | Titolo italiano                 | Prima TV USA      | Prima TV Italia |
| -- | ------------------------------------- | ------------------------------- | ----------------- | --------------- |
| 1  | Taterhead Is Our Love Child           | Vecchie storie                  | 22 settembre 2008 | 1º giugno 2010  |
| 2  | Pie Hole, Herb                        | Chiudi il becco, Herb!          | 29 settembre 2008 | 2 giugno 2010   |
| 3  | Damn You, Eggs Benedict               | Segreti in cucina               | 6 ottobre 2008    | 3 giugno 2010   |
| 4  | The Flavin' and the Mavin'            | Una segretaria scomoda          | 13 ottobre 2008   | 4 giugno 2010   |
| 5  | A Jock Strap in Hell                  | La conversione di Charlie       | 20 ottobre 2008   | 7 giugno 2010   |
| 6  | It's Always Nazi Week                 | Crisi matrimoniale              | 3 novembre 2008   | 8 giugno 2010   |
| 7  | Best H.O. Money Can Buy               | Gamberetti a volontà            | 10 novembre 2008  | 9 giugno 2010   |
| 8  | Pinocchio's Mouth                     | Marmellata di lamponi           | 17 novembre 2008  | 10 giugno 2010  |
| 9  | The Mooch At The Boo                  | L'abito rosso                   | 24 novembre 2008  | 11 giugno 2010  |
| 10 | He Smelled the Ham, He Got Excited    | Uno chef in famiglia            | 8 dicembre 2008   | 14 giugno 2010  |
| 11 | The Devil's Lube                      | Una bara è per sempre           | 15 dicembre 2008  | 15 giugno 2010  |
| 12 | Thank God for Scoliosis               | Meglio non saperlo              | 12 gennaio 2009   | 16 giugno 2010  |
| 13 | I Think You Offended Don              | Non è una scimmia               | 19 gennaio 2009   | 17 giugno 2010  |
| 14 | David Copperfield Slipped Me a Roofie | Dolce alla banana               | 2 febbraio 2009   | 18 giugno 2010  |
| 15 | I'd Like to Start With the Cat        | Non è routine                   | 9 febbraio 2009   | 21 giugno 2010  |
| 16 | She'll Still Be Dead At Halftime      | Un'aria familiare               | 2 marzo 2009      | 22 giugno 2010  |
| 17 | The 'OCU' or the 'PADO'?              | Due tazze di caffè              | 9 marzo 2009      | 23 giugno 2010  |
| 18 | My Son's Enormous Head                | Sciroppo per la tosse e bourbon | 16 marzo 2009     | 24 giugno 2010  |
| 19 | The Two Finger Rule                   | Cuori solitari                  | 30 marzo 2009     | 25 giugno 2010  |
| 20 | Hello, I'm Alan Cousteau              | Madri                           | 13 aprile 2009    | 28 giugno 2010  |
| 21 | Above Exalted Cyclops                 | Alan e Rose                     | 27 aprile 2009    | 29 giugno 2010  |
| 22 | Sir Lancelot's Litter Box             | Il trasloco                     | 4 maggio 2009     | 30 giugno 2010  |
| 23 | Good Morning, Mrs. Butterworth        | Il ventriloquo                  | 11 maggio 2009    | 1º luglio 2010  |
| 24 | Baseball Was Better with Steroids     | Dimenticare Mia                 | 18 maggio 2009    | 2 luglio 2010   |

## Vecchie storie
- Titolo originale: Taterhead Is Our Love Child
- Diretto da: James Widdoes
- Scritto da: Chuck Lorre e Lee Aronsohn (soggetto); Mark Roberts, Don Foster e Jim Patterson (sceneggiatura)

### Trama
Charlie, Alan e Jake incontrano in caffetteria una vecchia fiamma del primo, Krissy, che ha un figlio molto somigliante a Charlie. Questi decide di prendersi le sue responsabilità e di intestarle un assegno ogni mese per mantenere il bambino, cui però lei in realtà faceva solo da babysitter. 

## Chiudi il becco, Herb!
- Titolo originale: Pie Hole, Herb
- Diretto da: James Widdoes
- Scritto da: Chuck Lorre e Lee Aronsohn (soggetto); Eddie Gorodetsky e Susan Beavers (sceneggiatura)

### Trama
Alan presta una piccola somma a Charlie ma questi non vuole restituirgliela. Alan e Jake se ne vanno quindi a casa di Herb e Judith: l'uomo passa poi da Charlie per prendere alcune cose di Alan e i due si ubriacano insieme mentre Alan si infila senza volere nel letto di Judith. Questa lo caccia di nuovo e lo costringe a chiedere scusa a Charlie, che lascia il fratello fuori per tutta la notte.

## Segreti in cucina
- Titolo originale: Damn You, Eggs Benedict
- Diretto da: Jean Sagal
- Scritto da: Mark Roberts e Don Foster (soggetto); Chuck Lorre e Lee Aronsohn (sceneggiatura)

### Trama
Alan frequenta due donne contemporaneamente e Charlie, appassionatosi alla cucina, gli dà delle dritte da seguire. Alan viene scoperto molto presto mentre Jake si ubriaca per la prima volta e Charlie lo aiuta. 

## Una segretaria scomoda
- Titolo originale: The Flavin' and the Mavin'
- Diretto da: James Widdoes
- Scritto da: Chuck Lorre e Lee Aronsohn (soggetto); Eddie Gorodetsky e Jim Patterson (sceneggiatura)

### Trama
Alan, che si trova senza auto per un paio di giorni, si fa accompagnare al lavoro da Charlie ma non riesce ad evitare che questi conosca la segretaria Melissa, sulla quale fa subito presa. Charlie e Melissa passano due giorni di fuoco ma alla fine si lasciano e a pagarne il prezzo è Alan.

## La conversione di Charlie
- Titolo originale: A Jock Strap in Hell
- Diretto da: Jean Sagal
- Scritto da: Chuck Lorre e Lee Aronsohn (soggetto); Don Foster, Eddie Gorodetsky e Susan Beavers (sceneggiatura)

### Trama
Charlie, Alan e Jake ritrovano la signorina Pasternack, che dopo aver rotto con Charlie ha subìto un crollo psicologico e ha cambiato completamente vita. Per la prima volta Charlie si pente delle sue azioni e le offre di dare lezioni private a Jake e ospitalità, ma la donna interpreta tutto questo come un segno divino. Charlie la lascia di nuovo.

## Crisi matrimoniale
- Titolo originale: It's Always Nazi Week
- Diretto da: James Widdoes
- Scritto da: Chuck Lorre e Lee Aronsohn (soggetto); Mark Roberts e Jim Patterson (sceneggiatura)

### Trama
Judith affida Jake ad Alan per tre mesi di fila e il ragazzo rivela che il motivo sono le continue litigate tra marito e moglie: Charlie consiglia ad Herb di farsi valere e Judith lo sbatte fuori di casa. Il pediatra comincia quindi ad assillarlo per andare a donne insieme mentre Alan tenta di approfittarsi della situazione per riavvicinarsi all'ex moglie riuscendoci. Anche Charlie ed Herb fanno conquiste ma Alan si pente di essere andato a letto con Judith perché questa vuole subito ricominciare il loro rapporto.

## Gamberetti a volontà
- Titolo originale: Best H.O. Money Can Buy
- Diretto da: James Widdoes
- Scritto da: Chuck Lorre e Lee Aronsohn (soggetto); Mark Roberts, Don Foster e Eddie Gorodetsky (sceneggiatura)

### Trama
Alan tenta di rallentare con Judith ma non ci riesce granché, mentre Charlie usa la minaccia di mandarlo all'accademia militare per approfittarsi un po' di Jake. Herb, alla fine, ritorna da Judith proprio quando questa si rende conto di non poter tornare con Alan. Sei settimane più tardi i due annunciano che aspettano un bambino; Alan tuttavia viene colto dal dubbio se il figlio sia suo. 

## Marmellata di lamponi
- Titolo originale: Pinocchio's Mouth
- Diretto da: Jeff Melman
- Scritto da: Chuck Lorre e Mark Roberts (soggetto); Don Foster e Jim Patterson (sceneggiatura)

### Trama
Charlie tenta di dormire a casa della ragazza con cui si vede da alcune settimane, Chelsea, ma proprio non ci riesce mentre Alan mette in punizione Jake per una bravata che ha fatto a scuola. 

## L'abito rosso
- Titolo originale: The Mooch At The Boo
- Diretto da: Jeff Melman
- Scritto da: Chuck Lorre e Lee Aronsohn (soggetto); Eddie Gorodetsky e Susan Beavers (sceneggiatura)

### Trama
Vicino a casa di Charlie si trasferisce un ex campione di football della cui figlia, Celeste, Jake si invaghisce: l'uomo tuttavia intima a Charlie di tenerli separati. Alan, nel frattempo, porta la macchina del fratello dal concessionario e qui vi incontra una donna, Diane; arrivati a casa di Evelyn, tuttavia, la donna gliela ruba. Jake conquista la ragazza e, sentendo che era lei ad essere infatutata, il suo gigantesco padre si placa. 

## Uno chef in famiglia
- Titolo originale: He Smelled the Ham, He Got Excited
- Diretto da: Jeff Melman
- Scritto da: Mark Roberts (soggetto); Don Foster e Susan Beavers (sceneggiatura)

### Trama
Evelyn invita a cena Alan, Charlie e Jake per annunciare loro che ha accantonato un fondo per il nipote per permettergli di andare al college e comprarsi un'auto, ma i suoi figli non credono ad un atto di gratuita generosità. Evelyn scopre che Jake ha un grande talento culinario mentre Alan, dato che dell'educazione del figlio si occuperà sua madre, decide di prendere una pausa dal lavoro. Charlie, vedendo il fratello senza uno scopo, decide di fargli pagare l'affitto.

## Una bara è per sempre
- Titolo originale: The Devil's Lube
- Diretto da: Jeff Melman
- Scritto da: Chuck Lorre, Lee Aronsohn e Mark Roberts (soggetto); Don Foster, Eddie Gorodetsky, Susan Beavers e Jim Patterson (sceneggiatura)

### Trama
Charlie riceve la visita di un suo vecchio amico, Andy, che però muore in veranda a causa del suo stile di vita sregolato. Charlie rimane molto segnato dall'evento e, dopo aver fatto alcuni esami clinici, fa dei regali a tutta la famiglia meno Alan. Ha poi una visione sul suo funerale e decide di sposare Rose, ma proprio in quel momento il suo medico lo chiama dicendogli che è in perfette condizioni. 

## Meglio non saperlo
- Titolo originale: Thank God for Scoliosis
- Diretto da: Jeff Melman
- Scritto da: Eddie Gorodetsky e Jim Patterson (soggetto); Chuck Lorre e Mark Roberts (sceneggiatura)

### Trama
Alan e Melissa, la sua segretaria, si baciano; i due tentano di mantenere un rapporto professionale ma alla fine Alan si reca a casa di Melissa, dove tuttavia incontra la madre di questa. Jake e Charlie, intanto, vanno a cena a casa di una barista del pub in cui escono di solito, Janine, ma il ragazzo non vuole lasciare via libera allo zio; questi allora chiama Alan e la serata si conclude con un nulla di fatto per tutti e tre. 

## Non è una scimmia
- Titolo originale: I Think You Offended Don
- Diretto da: Jeff Melman
- Scritto da: Chuck Lorre e Mark Roberts (soggetto); Lee Aronsohn, Don Foster e Jim Patterson (sceneggiatura)

### Trama
Alan si convince di essere il padre della bimba che Judith aspetta mentre Charlie, notando il nervosismo di Jake, capisce che c'è di mezzo una ragazza e lo aiuta. Jake, alla fine, decide di non andare alla festa cui partecipa la ragazza in questione e lo zio lo accontenta, mentre Judith sbatte fuori Alan quando questi tenta di convincere Herb a fargli fare da babysitter alla bambina.

## Dolce alla banana
- Titolo originale: David Copperfield Slipped Me a Roofie
- Diretto da: Jeff Melman
- Scritto da: Mark Roberts (soggetto); Don Foster e Jim Patterson (sceneggiatura)

### Trama
Si avvicina il quarantesimo compleanno di Alan e Melissa organizza un party: durante questo, tuttavia, la famiglia di Alan si comporta come sempre nei suoi confronti e Melissa, indignata, dice a tutti che i due andranno a vivere insieme. Charlie avverte presto la sua mancanza, ma Alan è costretto a tornare a casa del fratello quando Melissa lo scopre a letto con la madre, Shelly.

## Non è routine
- Titolo originale: I'd Like to Start With the Cat
- Diretto da: Jeff Melman
- Scritto da: Chuck Lorre (soggetto); Mark Roberts, Don Foster e Susan Beavers (sceneggiatura)

### Trama
Charlie e Chelsea litigano per la superficialità del loro rapporto e il primo si rivolge alla psichiatra, che ancora una volta lo spinge ad affrontare i suoi veri sentimenti. Charlie tenta quindi di riconciliarsi con Chelsea e le promette di fare terapia di coppia insieme: durante la seduta Charlie si impegna a migliorarsi. 

## Un'aria familiare
- Titolo originale: She'll Still Be Dead At Halftime
- Diretto da: Jeff Melman
- Scritto da: Mark Roberts (soggetto); Don Foster e Eddie Gorodetsky (sceneggiatura)

### Trama
Chelsea si assenta per il funerale della ex suocera e Charlie decide di rimanerle fedele a tutti i costi. La situazione si complica quando alla sua porta bussa una sua ex completamente ubriaca, che poco dopo collassa sul suo letto, e Chelsea sopraggiunge poco dopo. Alla fine la ragazza si sveglia e Chelsea la vede.

## Due tazze di caffè
- Titolo originale: The 'OCU' or the 'PADO'?
- Diretto da: James Widdoes
- Scritto da: Susan Beavers e Jim Patterson (soggetto); Mark Roberts e Don Foster (sceneggiatura)

### Trama
Charlie confessa a Chelsea di amarla ma questa risponde solo con un grazie. L'uomo rimane molto contrariato e, per ristabilire l'equilibrio e ottenere le stesse parole, decide di chiederle di sposarlo: durante la proposta la donna ingoia l'anello ma Charlie riesce comunque ad ottenere la dichiarazione d'amore di Chelsea, che tuttavia declina per il momento la richiesta. 

## Sciroppo per la tosse e bourbon
- Titolo originale: My Son's Enormous Head
- Diretto da: James Widdoes
- Scritto da: Lee Aronsohn e Jim Patterson (soggetto); Susan Beavers e Eddie Gorodetsky (sceneggiatura)

### Trama
Chelsea prende il raffreddore e chiede a Charlie di occuparsi di lei, cosa che lui fa con enorme fatica. Alla fine si ammala anche lui ma Chelsea gli è riconoscente per quanto ha fatto.

## Cuori solitari
- Titolo originale: The Two Finger Rule
- Diretto da: James Widdoes
- Scritto da: Chuck Lorre e Lee Aronsohn (soggetto); Susan Beavers, Eddie Gorodetsky e Jim Patterson (sceneggiatura)

### Trama
Chelsea e Charlie litigano perché questi, nel cellulare, ha alcune foto hot inviategli da una sua vecchia fiamma. Alan e Charlie cominciano quindi a parlare un po' delle loro precedenti esperienze e presto a loro si aggiungono Jerome, il padre della fidanzata di Jake Celeste, Herb e Gordon. Charlie, alla fine, decide di chiedere scusa a Chelsea cancellando le foto dal telefono.

## Madri
- Titolo originale: Hello, I'm Alan Cousteau
- Diretto da: James Widdoes
- Scritto da: Chuck Lorre e Lee Aronsohn (soggetto); Susan Beavers, Eddie Gorodetsky e Lee Aronsohn (sceneggiatura)

### Trama
Chelsea incontra per la prima volta Evelyn, che rimane offesa dal fatto che Charlie non gli abbia detto di essersi fidanzato. Le due entrano subito in confidenza e, per evitare che Evelyn la "corrompa", Charlie ricorre alla madre di Chelsea, il cui rapporto con la figlia è molto simile a quello tra lui e sua madre.

## Alan e Rose
- Titolo originale: Above Exalted Cyclops
- Diretto da: James Widdoes
- Scritto da: Chuck Lorre e Lee Aronsohn (soggetto); Don Foster e Eddie Gorodetsky (sceneggiatura)

### Trama
Chelsea dice a Charlie di aver trovato la ragazza perfetta per Alan: questa tuttavia si rivela essere Rose. Nonostante i consigli di Charlie, Alan intrattiene una breve relazione con lei, che termina a causa della sua ben nota follia.

## Il trasloco
- Titolo originale: Sir Lancelot's Litter Box
- Diretto da: Jon Cryer
- Scritto da: Chuck Lorre, Lee Aronsohn e Don Foster (soggetto); Susan Beavers, Eddie Gorodetsky e Jim Patterson (sceneggiatura)

### Trama
Charlie e Chelsea litigano perché lei vuole trasferirsi definitivamente a casa sua ma lui è contrario. Alan interviene e Charlie accetta: la convivenza diventa tuttavia ben presto problematica, tanto che Charlie deciderà di affittare l'ex appartamento di Chelsea per rimanere da solo almeno un giorno.

## Il ventriloquo
- Titolo originale: Good Morning, Mrs. Butterworth
- Diretto da: Mark Roberts
- Scritto da: Don Foster e Sid Youngers (soggetto); Mark Roberts e Eddie Gorodetsky (sceneggiatura)

### Trama
Alan, sempre più solo, si dedica all'hobby del ventriloquismo: Chelsea, intenerita dalla sua solitudine, comincia a frequentarlo sempre più spesso dati i loro comuni interessi. Charlie inizialmente ne è felice, dato che il fratello svolge tutte quelle attività di coppia che lui odia, ma diviene rapidamente geloso e lo obbliga a smettere.

## Dimenticare Mia
- Titolo originale: Baseball Was Better with Steroids
- Diretto da: Lee Aronsohn
- Scritto da: Mark Roberts e Susan Beavers (soggetto); Chuck Lorre e Lee Aronsohn (sceneggiatura)

### Trama
Alan ritrova Mia, che ha divorziato ed è tornata a Los Angeles; la notizia sconvolge non poco Charlie, il quale dimostra di essere ancora molto attaccato a lei. Judith, giunta insieme a Herb per riprendere Jake, entra in travaglio e partorisce nello stesso ospedale in cui ha cominciato a lavorare Melissa, con cui Alan si apparta. Poco tempo dopo l'evento, Charlie e Alan incontrano Mia alla caffetteria.